# Hyalea tadshicorum
Hyalea tadshicorum là một loài thực vật có hoa trong họ Cúc. Loài này được (Tzvelev) Soják mô tả khoa học đầu tiên năm 1962.